# Мочище (дачне селище, Новосибірська область)
Мочище (рос. Мочище) — дачне селище у Новосибірському районі Новосибірської області Російської Федерації.
Входить до складу муніципального утворення Мочищенська сільрада. Населення становить 3036 осіб (2010).

## Історія
Згідно із законом від 2 червня 2004 року органом місцевого самоврядування є Мочищенська сільрада.

## Населення
| 2002 | 2007  | 2010  |
| ---- | ----- | ----- |
| 2932 | ↗3449 | ↘3036 |